# 액션 게임

1989년 플랫폼 게임 《페르시아의 왕자》

액션 게임(action game)은 눈과 손의 협응력 및 반응 시간을 포함한 신체적 도전을 강조하는 비디오 게임 장르이다. 이 장르에는 대전 격투 게임, 진행형 격투 게임, 슈팅 게임, 리듬 게임, 플랫폼 게임과 같은 다양한 하위 장르가 포함된다. 멀티플레이어 온라인 배틀 아레나와 일부 실시간 전략 게임도 액션 게임으로 간주된다.
액션 게임에서 플레이어는 일반적으로 주인공 또는 아바타 형태의 플레이어 캐릭터를 조종한다. 이 플레이어 캐릭터는 레벨을 탐색하며 물체를 수집하고 장애물을 피하며 자연적인 기술뿐만 아니라 무기 및 기타 도구를 사용하여 적과 싸워야 한다. 레벨 또는 레벨 그룹의 끝에서 플레이어는 종종 더 도전적이고 게임 스토리의 주요 반동인물인 보스 적을 물리쳐야 한다. 적의 공격과 장애물은 플레이어 캐릭터의 체력과 생명을 소모하며, 생명이 모두 소진되면 플레이어는 게임 오버를 받는다.
다른 방법으로 플레이어는 일련의 레벨을 완료하여 최종 목표를 달성하고 엔딩 크레디트를 보며 게임을 끝낸다. 일부 액션 게임은 초기 아케이드 게임과 같이 무한한 레벨을 가지고 있어 이길 수 없다. 플레이어의 유일한 목표는 가능한 한 멀리 가서 점수를 최대화하는 것이다.

## 주요 요소
액션 장르는 정확한 조준과 빠른 반응 시간과 같은 신체적 수단을 통해 플레이어가 도전을 극복하는 모든 게임을 포함한다. 액션 게임은 때때로 경주, 퍼즐 또는 물체 수집과 같은 다른 도전을 통합할 수 있지만, 장르의 중심은 아니다. 플레이어는 전술적 및 탐험적 도전에 직면할 수 있지만, 이러한 게임은 무엇보다도 높은 반응 속도와 좋은 눈과 손의 협응력을 요구한다. 플레이어는 종종 시간 압박을 받으며, 복잡한 전략 계획을 세울 시간이 충분하지 않다. 일반적으로 더 빠른 액션 게임은 더 어렵다. 액션 게임은 때때로 퍼즐 해결을 포함할 수 있지만, 플레이어가 엄청난 시간 압박을 받기 때문에 보통 매우 간단하다.

## 게임 디자인

### 레벨
플레이어는 액션 게임에서 일련의 레벨을 완료하여 진행한다. 레벨은 종종 유사한 그래픽과 적을 가진 테마별로 그룹화되어 월드라고 불린다. 각 레벨에는 댄스 게임에서 춤을 추거나 슈팅 게임에서 사물을 쏘는 등 다양한 도전이 포함되어 있으며, 플레이어는 게임에서 이기기 위해 이를 극복해야 한다. 오래된 게임은 플레이어가 죽으면 레벨을 다시 시작하도록 강요했지만, 액션 게임은 저장된 게임과 체크포인트를 제공하여 플레이어가 레벨 중간에 다시 시작할 수 있도록 진화했다. 레벨의 장애물과 적은 일반적으로 플레이 세션 간에 변하지 않으므로 플레이어는 시행착오를 통해 학습할 수 있다. 그러나 레벨은 때때로 무작위로 나타나거나 예측할 수 없는 경로를 취하는 적과 같이 무작위 요소를 추가하기도 한다.
액션 게임의 레벨은 선형적이거나 비선형적일 수 있으며, 때로는 지름길이 포함되기도 한다. 탐험이 필요한 레벨의 경우, 플레이어는 숨겨져 있거나 적에게 지켜지는 레벨 출구를 찾아야 할 수 있다. 이러한 레벨에는 숨겨져 있거나 접근하기 어려운 귀중한 물건이나 장소인 비밀이 포함될 수도 있다. 보상은 보너스(아래 참조)이거나 숨겨진 레벨에 접근하거나 여러 레벨을 건너뛸 수 있는 비표준 출구일 수 있다. 액션 게임은 때때로 플레이어의 아바타가 같은 레벨의 다른 곳에 다시 나타나게 하는 텔레포터를 제공한다. 레벨은 종종 레벨의 다른 곳에서 찾은 특정 키로만 열 수 있는 잠긴 문을 사용한다.
액션 게임은 때때로 난이도를 높이기 위해 시간 제한을 사용한다. 그러나 게임 레벨은 일반적으로 시간 경과에 반응하지 않으며, 낮/밤 주기는 드물다. 타이머가 만료되면 플레이어는 일반적으로 생명을 잃지만, 일부 게임은 어려운 적이나 도전을 생성한다. 레벨이 남은 시간 내에 완료되면 일반적으로 플레이어의 점수에 추가된다.

### 캐릭터 능력
대부분의 액션 게임에서 플레이어는 단일 아바타를 주인공으로 조종한다. 아바타는 탐색하고 조작할 수 있으며, 종종 물건을 수집하거나 조작한다. 그들은 사격이나 펀치와 같은 다양한 방어 및 공격 능력을 가지고 있다. 많은 액션 게임은 제한된 범위 내의 모든 적을 파괴하는 강력한 공격을 사용하지만, 이 공격은 드물다.
플레이어는 게임 내 세계에서 일시적 또는 영구적으로 능력을 향상시키는 파워업을 찾을 수 있다. 예를 들어, 아바타는 속도 증가, 더 강력한 공격 또는 공격으로부터 일시적인 방어막을 얻을 수 있다. 일부 액션 게임은 플레이어가 원하는 파워업에 업그레이드 포인트를 사용할 수 있도록 허용하기도 한다.

### 장애물과 적
공간을 탐색하는 액션 게임에서 플레이어는 장애물, 함정, 적을 만난다. 적들은 일반적으로 정해진 패턴을 따르며 플레이어를 공격하지만, 최신 액션 게임은 더 복잡한 인공지능을 사용하여 플레이어를 추격할 수 있다. 적들은 때때로 그룹이나 파도 형태로 나타나며, 레벨이 끝날 때까지 힘과 수가 증가한다. 적들은 또한 허공에서 나타날 수도 있다. 이는 보이지 않는 생성 지점이거나 플레이어가 파괴할 수 있는 보이는 생성기가 포함될 수 있다. 이 지점들은 무한정 적을 생성하거나 특정 수까지만 생성할 수 있다.
레벨 또는 테마별 레벨 그룹의 끝에서 플레이어는 종종 보스를 만난다. 이 보스 적은 종종 일반 적의 더 크거나 더 어려운 버전과 비슷하다. 보스는 입을 벌릴 때 공격하거나 보스의 특정 부분을 공격하는 등 특수 무기나 공격 방법을 필요로 할 수 있다.

### 체력과 생명
많은 액션 게임에서 아바타는 적의 공격과 기타 위험 요소로 인해 소모되는 일정량의 체력 또는 체력을 가지고 있다. 때로는 게임 내 아이템을 수집하여 체력을 보충할 수 있다. 플레이어가 체력을 모두 소진하면 죽는다. 플레이어의 아바타는 죽은 후 재시도할 수 있는 적은 수의 기회, 일반적으로 생명이라고 불리는 기회를 얻는다. 새로운 생명을 시작하면 플레이어는 죽은 같은 위치, 체크포인트 또는 레벨 시작 지점에서 게임을 재개한다. 새로운 생명을 시작하면 아바타는 일반적으로 플레이어가 재정비할 수 있도록 몇 초 동안 무적 상태가 된다. 플레이어는 특정 점수에 도달하거나 게임 내 아이템을 찾아 추가 생명을 얻을 수 있다. 아케이드 게임은 여전히 플레이어의 생명 수를 제한하는 반면, 가정용 비디오 게임은 점차 무제한 생명으로 전환되었다.

### 그래픽과 인터페이스
액션 게임은 다양한 시점에서 2D 또는 3D로 진행된다. 2D 액션 게임은 일반적으로 측면 시점 또는 탑다운 시점을 사용한다. 플레이어가 레벨을 탐색할 때 화면이 자주 스크롤되지만, 많은 게임은 플레이어를 앞으로 밀어내기 위해 레벨을 자동으로 스크롤한다. 3D 액션 게임에서 시점은 일반적으로 1인칭 시점 또는 3인칭 시점에서 아바타와 연결된다. 그러나 일부 3D 게임은 인공지능 카메라가 제어하는 상황에 따른 시점을 제공한다. 플레이어가 알아야 할 대부분의 정보는 단일 화면에 포함되지만, 액션 게임은 종종 체력이나 탄약과 같은 중요한 정보를 표시하는 헤드업 디스플레이를 사용한다. 액션 게임은 때때로 액션 중 잠시 멈춤 시간에 접근할 수 있는 지도나 항상 보이는 미니맵을 사용한다.

### 점수와 승리
액션 게임은 간단한 목표를 설정하는 경향이 있으며, 이를 달성하는 것은 명확하다. 일반적인 목표는 게임의 마지막 보스를 물리치는 것이다. 이는 종종 구조화된 이야기 형태로 제시되며, 게임에서 이기면 해피 엔딩이 된다. 일부 게임에서는 플레이어가 스토리를 더 많이 알수록 목표가 바뀐다.
많은 액션 게임은 플레이어의 점수를 추적한다. 특정 도전을 완료하거나 특정 적을 물리치면 점수가 부여된다. 숙련된 플레이는 종종 점수 배율로 보상받는데, 예를 들어 팩맨에서는 아바타가 먹는 유령마다 이전보다 두 배 많은 점수를 생성한다. 때때로 액션 게임은 플레이어의 점수를 높이는 보너스 오브젝트를 제공한다. 이를 수집하지 않아도 페널티는 없지만, 이러한 보너스 오브젝트는 숨겨진 레벨이나 특별 이벤트를 잠금 해제할 수 있다.
많은 액션 게임에서 고득점을 달성하는 것이 유일한 목표이며, 플레이어가 패배할 때까지 레벨의 난이도가 증가한다. 아케이드 게임은 플레이어가 게임에서 패배하게 만들어 돈을 벌기 때문에 이길 수 없는 경우가 더 많다. 가정용 게임은 플레이어가 게임을 마친 후 다른 게임을 구매하도록 유도하기 위해 명확한 승리 조건을 가질 가능성이 더 높다.

## 하위 장르
액션 게임은 여러 주요 하위 장르를 포함한다. 그러나 특정 하위 장르에 속하지 않는 액션 게임뿐만 아니라 어드벤처나 전략 게임과 같이 액션 요소를 가진 다른 장르도 많이 있다.
캐릭터 액션 게임, 또한 "캐릭터 중심" 게임, "캐릭터 게임" 또는 단순히 "액션 게임"이라고도 불리며, 플레이어 캐릭터의 물리적 행동에 의해 진행되는 다양한 게임을 지칭하는 광범위한 액션 게임 범주이다. 이 용어는 1980년대 초 아케이드 비디오 게임의 황금기로 거슬러 올라가는데, 이때 "액션 게임"과 "캐릭터 게임"이라는 용어가 1970년대 후반 아케이드 게임을 지배했던 우주 슈팅 게임과 새로운 캐릭터 중심 액션 게임 장르를 구별하기 위해 사용되기 시작했다. 1980년대 초반의 캐릭터 액션 게임의 고전적인 예로는 프로거, 팩맨과 같은 미로 게임, 동키콩과 같은 플랫폼 게임이 있다.
- 진행형 격투 게임은 "난투 게임"이라고도 불리며, 무예 또는 기타 근접 격투 기술을 사용하여 여러 적대자를 횡스크롤 스테이지에서 물리치는 게임이다.[6][7]
- 대전 격투 게임은 일반적으로 무예 동작을 사용하여 두 명의 전투기 간의 전투를 특징으로 한다. 행동은 다양한 공격과 방어에 제한되며, 전투기의 체력이 0으로 줄어들면 경기가 종료된다. 특수 기술과 콤보를 자주 사용한다. 2D 및 3D 격투 게임이 모두 있지만, 대부분의 3D 격투 게임은 주로 2D 평면에서 진행되며 가끔 옆으로 이동하는 동작을 포함한다. 복싱 및 레슬링 게임과 같이 움직임과 기술을 더 사실적으로 모델링하려고 시도하는 스포츠 게임과는 구별된다.[2]
- 핵 앤드 슬래시 게임은 "슬래시 뎀 업(slash 'em up)"[8] 또는 "캐릭터 액션 게임"이라고도 불리며,[9] 검이나 칼과 같은 근접 무기 기반 전투를 강조하는 진행형 격투 게임의 하위 장르이다. 또한 보조 무기로 투사체 기반 무기(예: 총)를 특징으로 할 수도 있다. 인기 있는 2D 예시로는 시노비,[8][10] 골든 액스,[11][12] 고전 닌자 가이덴, 스트라이더,[13] 드래곤즈 크라운이 있다.[10] 인기 있는 3D 예시로는 데빌 메이 크라이, 진·삼국무쌍, 현대 닌자 가이덴, 갓 오브 워, 베요네타가 있다.[14][15]
- 미로 게임은 팩맨과 같은 게임으로, 적을 피하거나 쫓기 위해 미로를 탐색하는 게임이다.[16]
- 플랫폼 게임은 적과 싸우고 장애물을 피하면서 높이가 다른 플랫폼 사이를 점프하는 게임이다. 물리학은 종종 비현실적이며, 게임 레벨은 종종 수직으로 과장된다. 슈퍼 마리오브라더스 및 슈퍼 마리오 64와 같은 2D 및 3D 형태가 모두 존재한다.[2]
- 횡스크롤 캐릭터 액션 게임은 "횡스크롤 액션 게임" 또는 "횡스크롤러"라고도 불리며, 1980년대 중반부터 1990년대까지 인기를 끌었던 광범위한 캐릭터 액션 게임 범주로, 플레이어 캐릭터가 횡스크롤 플레이 필드를 따라 약한 적들의 대규모 그룹을 물리치는 것을 포함한다.[4] 인기 있는 예시로는 쿵푸 마스터 및 더블 드래곤과 같은 진행형 격투 게임, 카게의 전설 및 시노비와 같은 닌자 액션 게임,[4] 슈퍼 마리오브라더스[17] 및 소닉 더 헤지혹과 같은 스크롤링 플랫폼 게임,[18] 그리고 롤링 썬더[4] 및 건스타 히어로즈와 같은 런앤건 비디오 게임이 있다.[19]

슈팅 게임은 플레이어가 원거리 무기를 사용하여 원거리에서 행동을 취할 수 있도록 하며, 정확성과 속도로 조준하는 데 도전한다. 이 하위 장르에는 1인칭 슈팅 게임 (둠 클론), 3인칭 슈팅 게임, 라이트 건 슈팅 게임, 레일 슈팅 게임, 런앤건 게임, 그리고 탑다운 또는 횡스크롤 시점에서 진행되는 수많은 진행형 슈팅 게임이 포함된다. 우주 슈팅 게임은 1980년대 초반에는 액션 게임과 별개의 장르로 분류되었는데, 이때는 캐릭터 액션 게임을 지칭하는 용어였다가, 1980년대 후반에 들어 캐릭터 중심 슈팅 게임, 특히 횡스크롤 런앤건 슈팅 게임이 인기를 얻으면서 달라졌다.
슈팅 게임의 배경은 제2차 세계 대전과 같은 역사적 분쟁, 중동 분쟁과 같은 현대적 분쟁, 또는 우주전과 같은 가상의 분쟁과 같은 군사적 충돌을 다루는 경우가 많다. 슈팅 게임이 항상 군사적 충돌을 다루는 것은 아니다. 다른 배경으로는 사냥 게임이나 인기 있는 그랜드 테프트 오토 프랜차이즈에서 볼 수 있듯이 범죄자의 이야기를 다루는 게임도 있다. 슈팅은 거의 항상 폭력의 한 형태이지만, 스플래툰과 같이 상대 팀보다 더 많은 영토를 색칠된 페인트나 잉크로 덮는 데 중점을 두는 비폭력 슈팅 게임도 존재한다.
하이브리드 액션 게임은 액션 게임의 요소와 다른 장르의 요소를 결합한 게임이다.
- 액션 어드벤처 게임은 젤다의 전설과 같은 액션 및 어드벤처 게임 장르의 요소를 혼합한다. 액션 어드벤처 게임은 가장 인기 있는 하위 장르이다.[20]
- 액션 롤플레잉 게임은 경험치와 통계를 가진 캐릭터와 같은 롤플레잉 비디오 게임의 기능을 포함한다.
- 배틀 로열 게임은 라스트 맨 스탠딩 게임 플레이와 생존 게임 요소를 결합한 액션 게임의 하위 장르이다. 또한 슈팅 요소를 자주 포함한다. 거의 전적으로 멀티플레이어 성격을 띠며, 슈팅 게임에 더 전형적인 빠른 속도의 대결 게임을 위해 생존 게임의 복잡한 제작 및 자원 수집 메커니즘을 회피한다. 이 장르는 배틀 로얄 (2000)이라는 일본 영화의 이름을 따서 명명되었다.
- 멀티플레이어 온라인 배틀 아레나 게임(MOBA, "영웅 난투 게임"[21] 또는 "액션 실시간 전략 게임"이라고도 불림)[22]은 난투 게임 또는 대전 격투 게임과 유사한 액션 게임 요소를 가진 실시간 전략 (RTS) 게임의 하위 장르이다.
- 리듬 게임은 플레이어의 리듬 감각에 도전하며, 음악적 박자에 맞춰 특정 버튼을 정확하게 누르는 데 점수를 부여한다. 이것은 비교적 새로운 액션 게임의 하위 장르이다.[2] 리듬 게임은 때때로 음악 게임의 한 유형으로 분류되기도 한다.[23]
- 생존 게임은 플레이어를 적대적인 오픈 월드 환경에서 최소한의 자원으로 시작하게 하며, 가능한 한 오래 살아남기 위해 자원을 수집하고 도구, 무기, 피난처를 제작하도록 요구한다. 많은 게임이 절차적으로 생성된 환경에서 진행되며, 정해진 목표 없이 무한정 진행된다. 생존 게임은 종종 제작 시스템을 특징으로 하는데, 이는 플레이어가 원자재를 치료를 위한 의료 용품, 자주 적대적인 환경으로부터 플레이어를 보호하는 구조물, 자신을 방어하기 위한 무기, 더 복잡한 아이템, 구조물, 무기 및 도구를 만드는 도구와 같은 유용한 아이템으로 전환하기 위한 도구 제작에 참여할 수 있도록 한다. 생존 게임 장르는 생존 공포 장르와 겹칠 수 있는데, 이 장르에서는 플레이어가 좀비 종말과 같은 공포 장르와 전통적으로 관련된 설정 내에서 살아남아야 한다. 이 장르는 액션 어드벤처 게임과도 유사점이 있다.
- 차량 전투 게임은 운전 요소와 슈팅 또는 난투 게임의 요소를 결합한다. 이 게임의 주요 목표는 차량 (무기가 장착되었거나 자체적으로)을 사용하여 경기장의 다른 차량을 파괴하는 것이다. 비행 또는 해전 게임은 차량 전투 게임의 하위 장르이다. 트위스티드 메탈, 카마겟돈 또는 번아웃 시리즈가 그 예이다.

## 신체적 영향
연구에 따르면 액션 비디오 게임을 하면 시력이 향상될 수 있다. 로체스터 대학교 과학자들이 대학생들을 대상으로 한 실험에서, 한 달 동안 언리얼 토너먼트를 플레이한 학생들이 테트리스를 플레이한 학생들보다 시력 검사에서 약 20% 향상된 결과를 보였다. 대부분의 아케이드 게임은 미숙한 플레이어에게는 어려울 수 있어 빠르게 더 많은 돈을 벌 수 있기 때문에 액션 게임이다.
헬싱키 경제대학교 연구원들은 1인칭 슈팅 게임을 하는 사람들이 게임에서 캐릭터가 죽는 것을 몰래 즐길 수 있다고 보여주었다. 비록 그들의 표정은 반대를 나타낼 수도 있지만 말이다. 이 연구에서 사용된 게임은 007 제임스 본드: 나이트파이어였다.

## 역사

### 1970년대

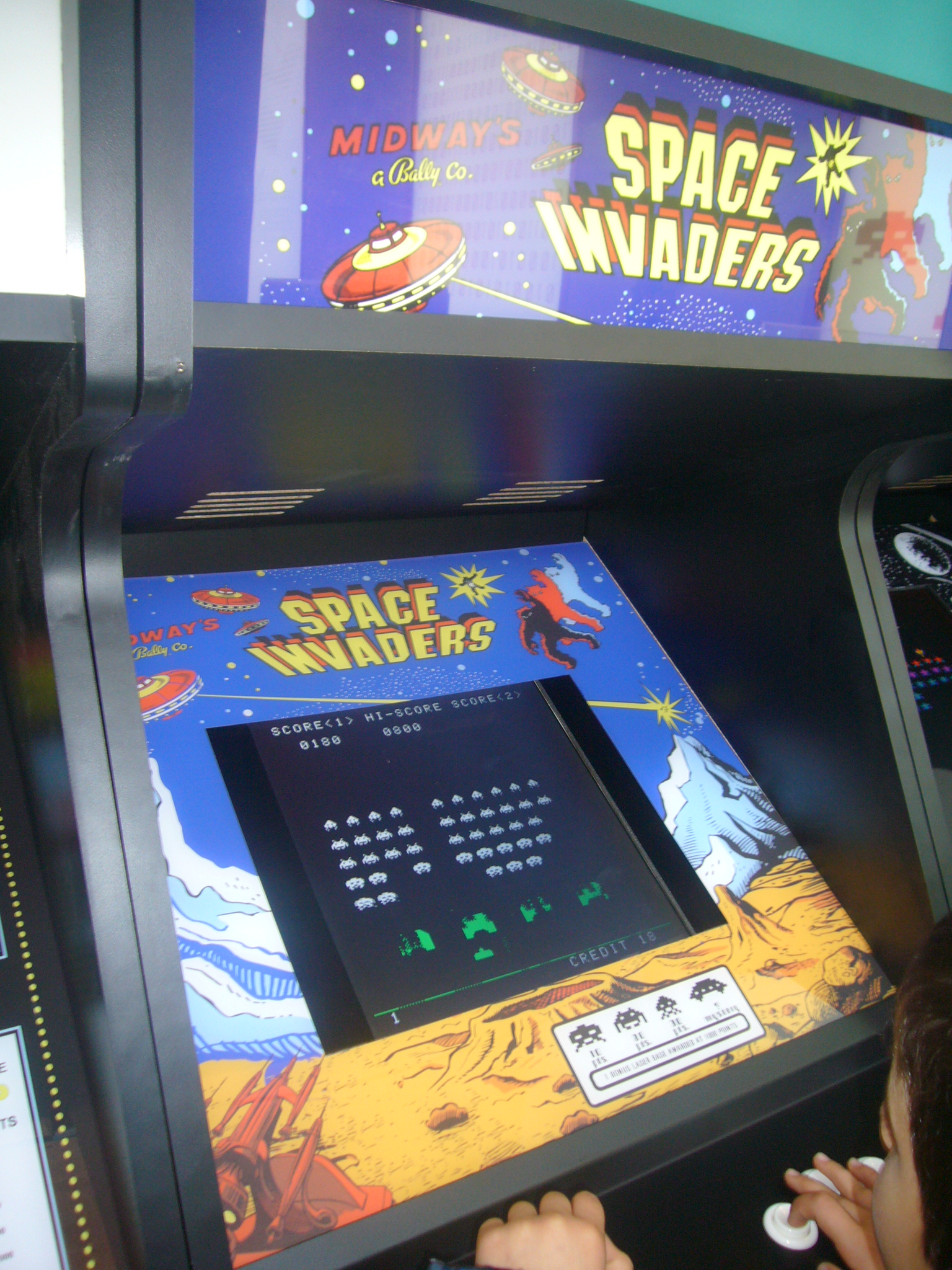
초기 진행형 슈팅 게임, 스페이스 인베이더 (1978)

슈팅 게임은 비디오 게임 산업이 시작될 때부터 존재했다. 1970년대 초중반의 주목할 만한 슈팅 아케이드 비디오 게임으로는 시지기 엔지니어링의 컴퓨터 스페이스 (1971), 갤럭시 게임 (1971), 키 게임즈의 탱크 (1974), 타이토와 미드웨이 매뉴팩처링의 건 파이트 (1975), 그리고 미드웨이의 시 울프 (1976)가 있다. 이어서 초기 아케이드 슈팅 비디오 게임은 스페이스워! (1962)와 같은 초기의 메인프레임 게임과 페리스코프 (1965) 및 건 게임과 같은 아케이드 전자 기계 게임에서 영감을 받았다.
액션 비디오 게임의 주요 전환점은 1978년 타이토의 진행형 슈팅 게임 스페이스 인베이더 출시였다. 이는 아케이드 비디오 게임의 황금기의 시작을 알렸다. 이 게임은 니시카도 도모히로가 디자인했으며, 아타리의 브레이크아웃 (1976)과 SF 장르에서 영감을 받았다. 니시카도는 스페이스 인베이더에 이전 비디오 게임에서는 부족했던 여러 상호 작용 요소를 추가했는데, 예를 들어 적이 플레이어의 움직임에 반응하여 반격하고, 타이머가 다 떨어지는 것이 아니라 적에게 맞거나 적이 화면 아래쪽까지 도달하여 플레이어가 사망하면 게임 오버가 되는 기능이 그것이다.
타이머가 있는 이전 아케이드 게임과 달리 스페이스 인베이더는 "라운드마다 진행되는 개념"을 도입했다. 또한 게임이 끝나기 전에 플레이어에게 여러 생명을 부여했으며, 하이 스코어를 저장했다. 또한 기본적인 스토리가 있는 애니메이션 캐릭터와 "액션과 절정의 클라이맥스"가 포함되어 이후 비디오 게임의 기반을 마련했다고 유진 자비스는 말했다. 그는 많은 게임이 여전히 스페이스 인베이더의 "여러 생명, 점진적으로 어려워지는 레벨 패러다임"에 의존하고 있다고 말했다.
스페이스 인베이더의 주류 성공 이후, 산업은 액션 게임에 의해 지배되었으며, 이는 아케이드 및 게임 콘솔에서 현재까지 지배적인 장르로 남아 있다. 스페이스 인베이더는 슈팅 하위 장르의 후속 게임을 위한 템플릿을 설정했으며, 역사상 가장 영향력 있는 게임 중 하나로 평가된다.
아케이드 황금기인 1970년대 후반부터 1980년대 초반까지 다양한 새로운 하위 장르가 만들어졌다. 스페이스 인베이더의 성공으로 몇 년 동안 우주 슈팅 게임이 아케이드의 지배적인 장르가 되었고, 1980년대 초에 새로운 캐릭터 중심 액션 게임 장르가 등장했다.

### 1980년대

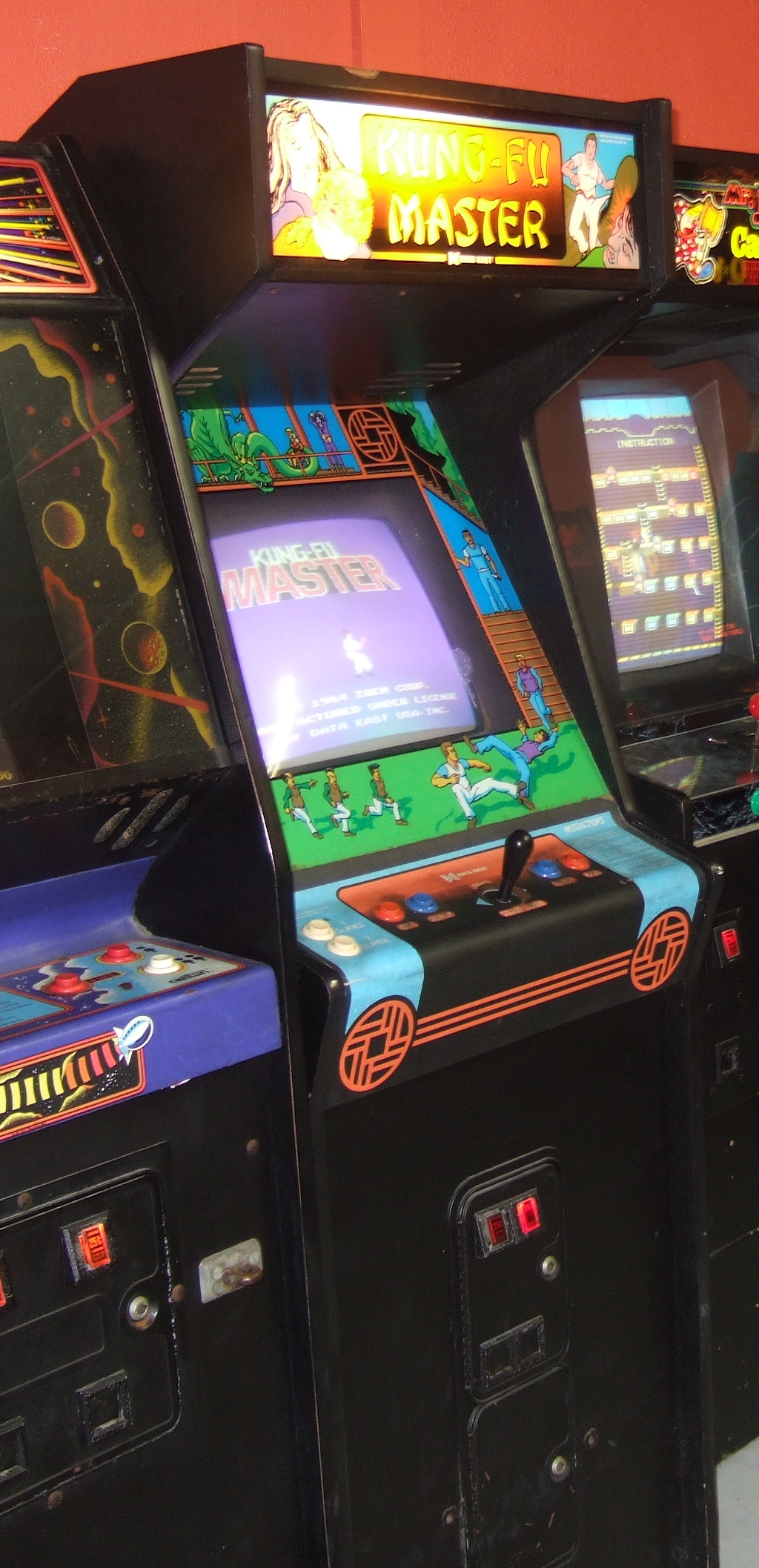
초기 횡스크롤 진행형 격투 게임, 스파르탄 X (1984)

"액션 게임"이라는 용어는 1980년대 초반에 만화와 애니메이션 문화에서 영감을 받아 일본 아케이드 개발자들이 만든 새로운 캐릭터 액션 게임 장르를 지칭하며 사용되기 시작했다. 유진 자비스에 따르면, 이러한 새로운 캐릭터 중심 일본 액션 게임은 "캐릭터 개발, 손으로 그린 애니메이션과 배경, 그리고 더 결정적이고 스크립트화된 패턴 유형"의 플레이를 강조했다. "액션 게임" 또는 "캐릭터 게임"과 같은 용어는 이러한 새로운 캐릭터 중심 액션 게임을 이전에 비디오 게임 산업을 지배했던 우주 슈팅 게임과 구별하기 위해 사용되기 시작했다. 캐릭터 중심 게임플레이를 강조하는 것은 결국 더 다양한 하위 장르를 가능하게 했다.
남코의 히트 미로 게임인 팩맨 (1980)은 "캐릭터 중심" 액션 게임 장르를 대중화했다. 이 게임은 최초의 인기 있는 비슈팅 액션 게임 중 하나로, 플레이어 캐릭터, 캐릭터의 위치, 적, 에너자이저를 동시에 추적해야 하는 "병렬 시각 처리"와 같은 장르의 핵심 요소를 정의했다. 뒤이어 나온 캐릭터 액션 게임의 다른 고전적인 예로는 닌텐도의 동키콩 (1981)이 있으며, 이는 플랫폼 게임 하위 장르의 템플릿을 확립했고, 코나미의 프로거 (1981)와 유니버설 엔터테인먼트의 레이디 버그 (1981)가 있다. 무예 액션 게임은 결국 1980년대 중반에 등장했으며, 데이터 이스트의 가라테 챔프 (1984)가 1대1 대전 격투 게임 하위 장르를 확립했다.
일본 개발자들이 1980년대 초에 캐릭터 중심 액션 게임 장르를 만들고 있을 때, 미국 개발자들은 당시 게임 디자인에 대해 다른 접근 방식을 채택했다. 유진 자비스에 따르면, 미국 아케이드 개발자들은 1970년대 후반부터 1980년대 초반까지 주로 우주 슈팅 게임에 집중했으며, 일본 우주 슈팅 게임에 크게 영향을 받았지만, 장르를 일본 게임의 "더 결정적이고 스크립트화된 패턴 유형" 게임플레이와는 다른 방향으로, 그의 디펜더 (1981) 및 로보트론: 2084 (1982)와 같은 아케이드 게임에서 볼 수 있듯이 "배경 및 적 배치에 대한 알고리즘 생성"과 "무작위 이벤트 생성, 파티클 효과 폭발 및 물리학"에 중점을 둔 "프로그래머 중심 디자인 문화"로 이끌었다.
1980년대 중반에는 횡스크롤 캐릭터 액션 게임이 등장하여, 이전의 측면 시점, 단일 화면 캐릭터 액션 게임(예: 단일 화면 플랫폼 게임)의 요소와 우주 슈팅 게임의 횡스크롤 요소를 결합했다. 이러한 새로운 횡스크롤 캐릭터 중심 액션 게임은 다채로운 횡스크롤 환경에 대형 캐릭터 스프라이트를 특징으로 했으며, 핵심 게임플레이는 펀치, 발차기, 총, 검, 닌주쓰 또는 마법과 같은 공격/무기를 사용하여 약한 적들의 대규모 그룹과 싸우는 것으로 구성되었다.
가장 주목할 만한 초기 예시는 아이렘의 쿵푸 마스터 (1984)였는데, 이는 최초의 진행형 격투 게임이었고 가장 영향력 있는 횡스크롤 무예 액션 게임이었다. 이 게임은 두 편의 홍콩 무술 영화인 이소룡의 사망유희 (1973)와 성룡의 쾌찬차 (1984)를 기반으로 했다. 이 횡스크롤 아케이드 액션 형식은 1980년대 중후반에 인기를 얻었으며, 그 예로는 타이토의 카게의 전설 (1985) 및 세가의 시노비 (1987)와 같은 닌자 액션 게임, 남코의 롤링 썬더 (1986)와 같은 런앤건 비디오 게임, 테크노스 저팬의 레니게이드 (1986) 및 더블 드래곤 (1987)과 같은 진행형 격투 게임이 있다.
미야모토 시게루는 동키콩과 마리오브라더스 (1983)의 플랫폼 요소를 경주 게임 익사이트바이크 (1984)와 진행형 격투 게임 스파르탄 X의 횡스크롤 요소와 결합하여 닌텐도 엔터테인먼트 시스템 (NES)용 슈퍼 마리오브라더스 (1985)를 만들었다. 이는 비디오 게임 산업에 상당한 영향을 미쳐 횡스크롤 플랫폼 게임 하위 장르의 규칙을 확립하고 북미 가정용 비디오 게임 시장 (1983년 붕괴 이후)을 활성화하는 데 기여했다.
횡스크롤 게임과 더불어 레일 슈팅 게임과 라이트 건 슈팅 게임도 1980년대 중후반에 인기를 얻었다. 인기 있는 예로는 닌텐도의 덕 헌트 (1984)와 같은 1인칭 라이트 건 슈팅 갤러리 게임, 세가의 스페이스 해리어 (1985) 및 애프터 버너 (1987)와 같은 유사 3D 3인칭 레일 슈팅 게임, 그리고 타이토의 오퍼레이션 울프 (1987)가 군사 테마 1인칭 라이트 건 레일 슈팅 게임을 대중화했다.

### 1990년대

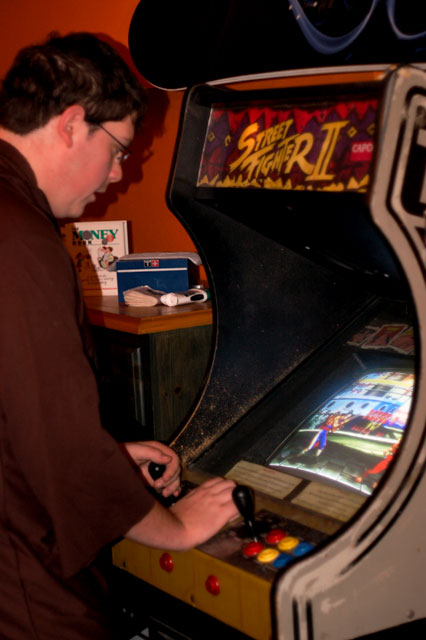
대전 격투 게임, 스트리트 파이터 II: 더 월드 워리어 (1991)

1990년대 초 액션 게임에서 대중화된 트렌드 중 하나는 E스포츠 토너먼트로 알려진 경쟁적인 멀티플레이어였다. 캡콤의 아케이드 격투 게임 스트리트 파이터 II: 더 월드 워리어 (1991)는 두 플레이어 간의 직접적인 토너먼트 수준의 경쟁 개념을 대중화했다. 이전에는 액션 게임이 종종 하이 스코어에 의존하여 최고의 플레이어를 결정했지만, 스트리트 파이터 II에서는 플레이어들이 대신 "얼굴을 맞대고" 직접 서로에게 도전하여 최고의 플레이어를 결정했고, 현대 액션 게임에서 볼 수 있는 경쟁적인 멀티플레이어 및 데스매치 모드의 길을 열었다. 스트리트 파이터 II와 SNK의 격투 게임인 아랑전설 (1991) 및 용호의 권 (1992)에서 영감을 받아 존 로메로는 이드 소프트웨어의 둠 (1993)에 데스매치 모드를 만들었고, 이는 경쟁적인 온라인 게임을 대중화했다.
1990년대에는 액션 게임이 2D 및 유사 3D 그래픽에서 실시간 3D 폴리곤 그래픽스로 전환하는 "3D 혁명"이 일어났다. 원래 1980년대 후반부터 1990년대 초반까지 3D 경주 게임을 위해 설계된 3D 아케이드 시스템 기판인 남코 시스템 21, 세가 모델 1, 세가 모델 2는 1990년대 초에 3D 아케이드 액션 게임을 제작하는 데 사용되었다. 여기에는 남코의 갈라시안 3 (1990) 및 솔발루 (1991)와 같은 3D 레일 슈팅 게임, 세가 AM2의 버추어 파이터 (1993) 및 남코의 철권 (1994)과 같은 3D 대전 격투 게임, 그리고 세가 AM2의 버추어캅 (1994) 및 남코의 타임 크라이시 (1995)와 같은 3D 라이트 건 슈팅 게임이 포함된다.
개인용 컴퓨터에서는 둠이 1인칭 슈팅 게임 (FPS) 장르를 대중화했다. 둠은 3D 폴리곤을 사용하지 않았음에도 불구하고 액션 게임에서 3차원 환경의 주요 발전을 이룬 것으로 평가된다. 3D 폴리곤 텍스처 매핑은 1990년대 중반에 액션 게임에 등장했으며, 세가 AM2의 버추어 파이터 2 (1994)에 의해 격투 게임에 도입되었고, 1994년 세가 AM2의 버추어캅에 의해 라이트 건 슈팅 게임에, 그리고 패럴랙스 소프트웨어의 디센트 (1995)에 의해 FPS 게임에 도입되었다.